# Kurucos
A kurucos egy kártyajáték.
Játékosok száma: 4-5
Lapok: két paklival kell játszani.
Szabályok:
Itt megváltoznak a figurák értékei (így az ász értéke kicsit hasonlíthat a más kártyával játszandó tarokk játékhoz). Az értékeik pontban pedig a következőek: ász 1 pont, alsó 2 pont, felső 3 pont, király 4 pont, továbbá van két óriás, ezek tizenegyet érnek, méghozzá a két piros ász ez a két lap, ám a végelszámolásnál ezek is csak ász értékűek, vagyis csak egy pontot érnek. A számos kártyák értéke megegyezik a rajtuk található száméval.
Játékmenet:
(A játék az óramutató járásának ellenkező irányába halad!)
Az osztó mindenkinek oszt 10-10 lapot, a többi középen marad, ezek lesznek a csere lapok. Az akinél 9-es 10-es vagy valamelyik óriás van, az kérhet a csere lapok közül 1-et 2-t vagy 3-at. (Az elkért mennyiségnek nem kell tükröznie a nála lévő lapok értékét.) (Amennyiben valakiről kiderül, hogy nem volt nála a fent említett lapok egyikéből sem, akkor társával együtt kizárják, és a másik csapat viszi a játszmát.) Miután mindenki kért cserelapot, felveszi azokat, majd kicseréli őket a kezében található lapok bármelyikére (figyelem! aki hármat kért el az hármat cserél ki, aki kettőt, az kettőt aki egyet az egyet) természetesen érdemesebb a gyengébb lapokat kiszórni. A letett lapok már a játékos pontjainak számítanak a vég elszámoláskor. Miután mindez megvolt az osztó elmondja, hogy: "Meghívom az Xy-t (az xy lapot takar. Természetesen érdemes olyat mondani, amit biztos megtalál pl.: a legnagyobb zöldet, vagy a legkisebb pirosat, esetleg az óriás lapot) és ilyenkor elmondja, hogy milyen játszmára. A játszma lehetőségek a következőek: sima játszma (az számít, hogy párjával együtt több pontot vigyen el mint, a másik pár, vagy trió), 4 ászos játszmára (a játék akkor ér véget, amikor a partnerével együtt összegyűjtött négy ászt, ilyenkor a cserélt lapok nem számítanak)és így tovább, bármelyik figura 4-től 8-ig terjedő mennyiségének megszerzésére lehet fogadni, ilyenkor a szabályok ugyanazok, mint a négy ászos játszmánál, csak éppen más figurával és más mennyiséggel. Ezután az osztó kijátszik egy olyan lapot, melynek színe azonos az általa kért lapéval. a játék végéig kötelező színre-szín van! Az akinél az a lap van amit az osztó kért, az lesz az osztóval, ők lesznek a kurucok, ellenfeleik a labancok. Amennyiben két játékos is letesz olyan lapot, amilyet az osztó kért (mivel két paklival játszunk mindenből kettő van)akkor az dönt, hogy kinél van óriás lap. Ha mindkettejüknél, vagy egyiküknél sincs, akkor az osztó dönti el kivel lesz. Ezután a labancok kontrázhatják az osztó által mondott játszmát, vagyis sima játszma esetén, nem a két kuruc viszi el a játszmát, figura esetén pedig nem tudják megszerezni az általuk mondott mennyiséget. A kontra kétszeresére növeli a nyereményt. Ezután lehet re- illetve szubkontrázni, a "re" négyszeresére, a "szub" nyolcszorosára növeli a nyereményt. Ezek után elkezdődhet a játék! Először az osztó teszi le az első lapot, utána mindig az, aki a pontot vitte. Mindig a nagyobb lap viszi a kisebbeket. Ha két olyan lap van, amivel el lehetne vinni a kört (pl.: egy tízes a kurucoknál, egy a labancoknál) akkor az dönt, hogy melyik csapatnak van a lapokat összeadva több pontja. Ha figurákra fogadtunk számolnunk kell azzal, hogy egy-kettő maradhatott a pakliban is. Az óriás nem számít színnek, vagyis azt akkor is le lehet tenni, ha nem piros van bent. Amennyiben nincs olyan színe valakinek, ami körben van, tetszőlegesen rá tehet bármit, de azzal nem viheti el a kört. Az utolsó körben (ha van olyan, a figurás játszmáknál megeshet, hogy az előtt vége van a játéknak, mielőtt csak egy lap marad minden játékos kezében) a kurucoknál (de csak náluk) található alsók, felsők felerősödnek és akár az egyik óriás lapot is elvihetik. Sima játszma esetén ezután a pontok összeszámolása következik. Az osztó szerepe ezután az óramutató járásával ellenkező irányba cserélődik.
A játék értékei (mindkét nyertes megkapja a pontokat):
sima játszma: 2 pont 
4 ászos játszma: 4 pont
5 ászos játszma: 5 pont
6 ászos játszma: 6 pont
7 ászos játszma: 7 pont
8 ászos játszma: 8 pont
4 alsós játszma: 8 pont
5 alsós játszma: 10 pont
6 alsós játszma: 12 pont
7 alsós játszma: 14 pont
8 alsó játszma: 16 pont
4 felsős játszma: 12 pont
5 felsős játszma: 15 pont
6 felsős játszma: 18 pont
7 felsős játszma: 21 pont
8 felsős játszma: 24 pont
4 királyos játszma: 16 pont
5 királyos játszma: 20 pont
6 királyos játszma: 24 pont
7 királyos játszma: 28 pont
8 királyos játszma: 32 pont